# Motjärnen (Haverö socken, Medelpad)
Motjärnen är en sjö i Ånge kommun i Medelpad och ingår i Ljungans huvudavrinningsområde. Sjöns area är 0,01 kvadratkilometer och den är belägen 275 meter över havet.